# Вермель
Вермель (фр. Vermelles) — коммуна во Франции, регион О-де-Франс, департамент Па-де-Кале, округ Бетюн, кантон Дуврен. Город расположен в 10 км к юго-востоку от Бетюна и в 9 км к северо-западу от Ланса, в 4 км от автомагистрали А26 «Англия».
Население (2018) — 4 741 человек.

## Достопримечательности
- Церковь Святого Петра, восстановленная, как и весь город, после разрушений Первой мировой войны
- Военный мемориал
- Зал Нельсон Мандела

## Экономика
Структура занятости населения:
- сельское хозяйство — 2,1 %
- промышленность — 2,4 %
- строительство — 16,3 %
- торговля, транспорт и сфера услуг — 43,0 %
- государственные и муниципальные службы — 36,2 %

Уровень безработицы (2017) — 17,6 % (Франция в целом — 13,4 %, департамент Па-де-Кале — 17,2 %). 

Среднегодовой доход на 1 человека, евро (2017) — 18 100 (Франция в целом — 21 110, департамент Па-де-Кале — 18 610).

## Демография
Динамика численности населения, чел.

## Администрация
Пост мэра Вермеля с 2014 года занимает Ален де Карьон (Alain De Carrion). На муниципальных выборах 2020 года возглавляемый им левый список победил в 1-м туре, получив 65,72 % голосов.
| Период | Период | Фамилия        | Партия                  | Примечания                                                                    |
| ------ | ------ | -------------- | ----------------------- | ----------------------------------------------------------------------------- |
| 1971   | 1978   | Анри Люка      | Коммунистическая партия | шахтёр, член Генерального совета департамента, депутат Национального собрания |
| 1978   | 1980   | Жозеф Кадар    | Коммунистическая партия | шахтёр                                                                        |
| 1980   | 2014   | Жан-Марк Деале | Коммунистическая партия | рабочий, член Генерального совета департамента                                |
| 2014   |        | Ален де Карьон | Разные левые            | ремесленник                                                                   |

## Ссылки

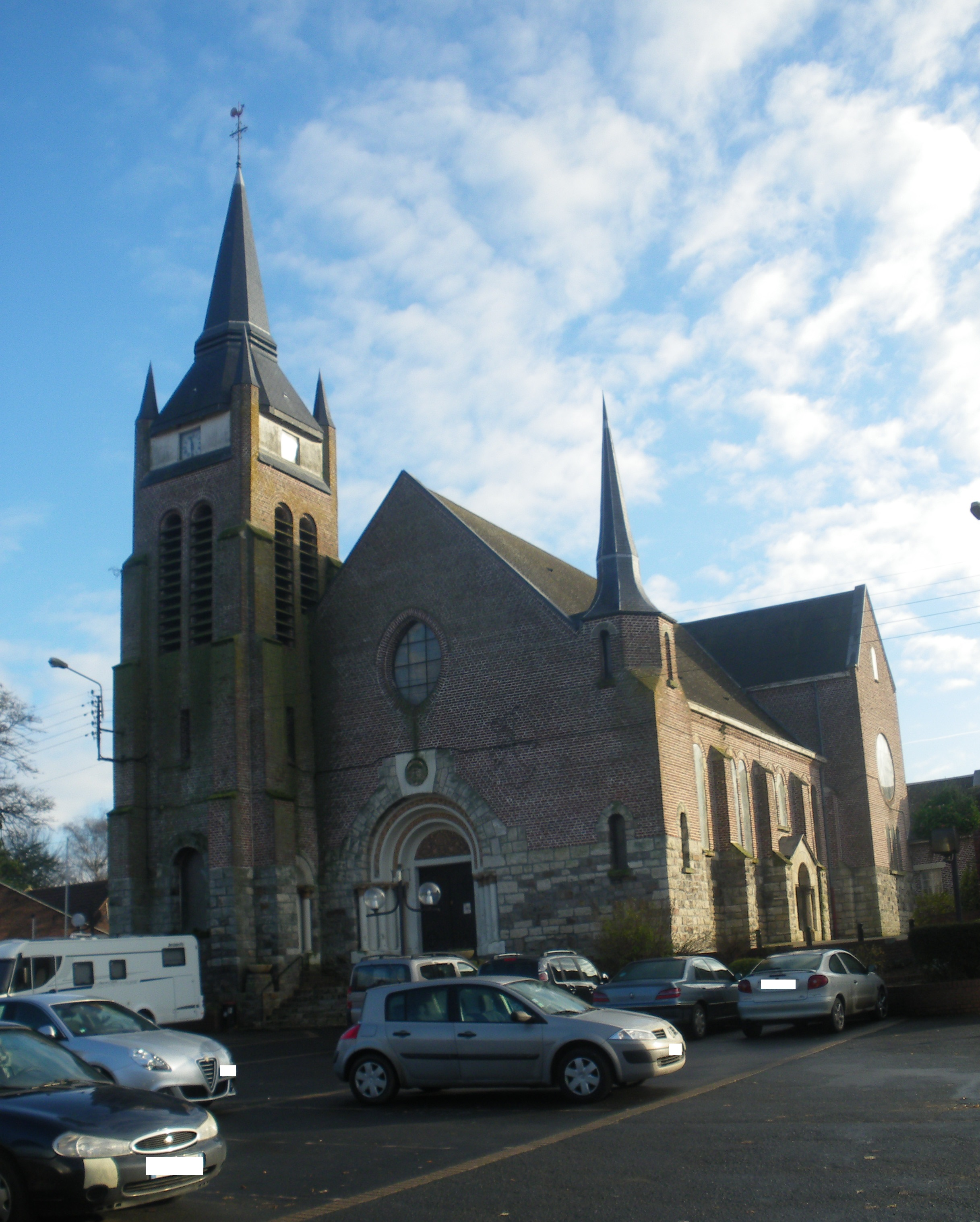
Церковь Святого Петра

## Города-побратимы
- Глаухау, Германия